# Jay Thomas
Jay Thomas Terrell, pseudonimo di Jon Thomas Terrell (Kermit, 12 luglio 1948 – Santa Barbara, 24 agosto 2017), è stato un attore statunitense, vincitore di due Emmy Awards per l'interpretazione nella sitcom Murphy Brown.

## Biografia
È morto il 24 agosto 2017 per un cancro. Era sposato e ha lasciato tre figli.

## Filmografia parziale

### Cinema
- C.H.U.D., regia di Douglas Cheek (1984)
- The Gig, regia di Frank D. Gilroy (1985)
- Pericolosamente insieme (Legal Eagles), regia di Ivan Reitman (1986)
- Little Vegas, regia di Perry Lang (1990)
- Linea diretta - Un'occasione unica (Straight Talk), regia di Barnet Kellman (1992)
- Goodbye Mr. Holland (Mr. Holland's Opus), regia di Stephen Herek (1995)
- Dirty Laundry, regia di Michael Normand e Robert Sherwin (1996)
- Un sorriso come il tuo (A Smile Like Yours), regia di Keith Samples (1997)
- Monkey Business, regia di Paulette Victor-Lifton (1998)
- Le avventure di Ragtime (The Adventures of Ragtime), regia di William Byron Hillman (1998)
- Last Chance, regia di Bryan Cranston (1999)
- Stranger in My House, regia di Joe Cacaci (1999)
- Surfacing: AKA A Letter from My Father, regia di Craig Zobel (2001)
- Il segno della libellula - Dragonfly (Dragonfly), regia di Tom Shadyac (2002)
- Che fine ha fatto Santa Clause? (The Santa Clause 2), regia di Michael Lembeck (2002)

- Santa Clause è nei guai (The Santa Clause 3: The Escape Clause), regia di Michael Lembeck (2006)
- The Pool Boys, regia di J.B. Rogers (2009)
- Incinta o... quasi (Labor Pains), regia di Lara Shapiro (2009)
- Sex Tax: Based on a True Story, regia di John Borges (2010)
- A Kiss for Jed Wood, regia di Maurice Linnane (2011)
- Talker, cortometraggio, regia di Perry Lang (2011)
- Snatched, regia di Joe Cacaci (2011)
- Horrorween, regia di Joe Estevez (2011)
- Life Tracker, regia di Joe McClean (2013)
- Underdogs, regia di Doug Dearth (2013)
- Cate McCall - Il confine della verità (The Trials of Cate McCall), regia di Karen Moncrieff (2013)

### Televisione
- Love Boat (The Love Boat) – serie TV, 1 episodio (1981)
- Mork & Mindy – serie TV, 20 episodi (1979-1981)
- La padrona del gioco (Master of the Game) – miniserie TV (1984)
- The Park Is Mine – film TV (1985)
- Spenser (Spenser: For Hire) – serie TV, 1 episodio (1985)
- Casa Keaton (Family Ties) – serie TV, 1 episodio (1987)
- Un anno nella vita (A Year in the Life) – serie TV, 1 episodio (1987)
- Disneyland – serie TV, 1 episodio (1988)
- Quasi adulti (Almost Grown) – serie TV, 1 episodio (1989)
- Cuori senza età (The Golden Girls) – serie TV, 1 episodio (1989)
- Cin cin (Cheers) – serie TV, 9 episodi (1987-1989)
- Freddy's Nightmares – serie TV, 1 episodio (1989)
- Volo 243 atterraggio di fortuna (Miracle Landing) – film TV (1990)
- Open House – serie TV, 2 episodi (1990)
- ...Where's Rodney? – film TV (1990)
- The American Film Institute Presents: TV or Not TV? – film TV (1990)
- Married People – serie TV, 18 episodi (1990-1991)
- Love & War – serie TV, 67 episodi (1992-1995)
- Cybill – serie TV, 1 episodio (1995)
- Bless This House – serie TV, 1 episodio (1995)
- Sotto lo stesso tetto (A Husband, a Wife and a Lover) – film TV (1996)
- Encino Woman – film TV (1996)
- L'ultima lezione del professor Griffin (Killing Mr. Griffin) – film TV (1997)
- Ink – serie TV, 3 episodi (1996-1997)
- Desert's Edge – cortometraggio TV (1997)
- Working – serie TV, 1 episodio (1997)
- Murphy Brown – serie TV, 9 episodi (1989-1998)
- The Wonderful World of Disney – serie TV, 1 episodio (1998)
- The Simple Life – serie TV, 1 episodio (1998)
- Fantasy Island – serie TV, 1 episodio (1999)
- Dead Man's Gun – serie TV, 1 episodio (1999)
- Katie Joplin – serie TV, 7 episodi (1999)
- Get Real – serie TV, 1 episodio (1999)
- Una donna americana (An American Daughter) – film TV (2000)
- Ed – serie TV, 1 episodio (2002)
- Monday Night Mayhem – film TV (2002)
- The Education of Max Bickford – serie TV, 3 episodi (2001-2002)
- Law & Order - Unità vittime speciali (Law & Order: Special Victims Unit) – serie TV, 1 episodio (2002)
- Run of the House – serie TV, 1 episodio (2003)
- Joan of Arcadia – serie TV, 1 episodio (2004)
- Copshop – film TV (2004)
- Boston Legal – serie TV, 1 episodio (2008)
- Cold Case - Delitti irrisolti (Cold Case) – serie TV, 1 episodio (2010)
- Retired at 35 – serie TV, 1 episodio (2011)
- Hung - Ragazzo squillo (Hung) – serie TV, 1 episodio (2011)
- A tutto ritmo (Shake It Up!) – serie TV, 1 episodio (2012)
- Newsreaders – serie TV, 1 episodio (2014)
- NCIS: New Orleans – serie TV, 1 episodio (2015)
- Bones – serie TV, 1 episodio (2015)
- Ray Donovan – serie TV, 5 episodi (2013-2017)

## Doppiatori italiani
Nelle versioni in italiano delle opere in cui ha recitato, Jay Thomas è stato doppiato da:
- Luigi Ferraro in Che fine ha fatto Santa Clause?, Santa Clause è nei guai
- Claudio Capone in Mork & Mindy (st. 1-2)
- Eugenio Marinelli in Goodbye Mr. Holland
- Giorgio Locuratolo in Un sorriso come il tuo
- Vladimiro Conti ne Il segno della libellula - Dragonfly
- Giovanni Petrucci in Incinta o... quasi
- Dario Penne in Cold Case - Delitti irrisolti
- Gianni Giuliano in NCIS: New Orleans
- Luca Dal Fabbro in Ray Donovan